# Valentín Adamo
Valentín Nicolás Adamo Reyes (San Jacinto, 4 maggio 2002) è un calciatore uruguaiano, attaccante del Boston River in prestito dal Botafogo.

## Caratteristiche tecniche
Occupa la posizione di centravanti.

## Carriera
Ha iniziato a giocare a calcio nel River Plate (M), con cui ha debuttato il 10 giugno 2022 contro il Cerrito realizzando una doppietta. Il 23 febbraio 2023 è stato ceduto in prestito al Progreso in Segunda División, dove ha avuto un ottimo impatto realizzando 10 gol in 20 partite.
Il 4 agosto è divenuto ufficiale il suo passaggio a titolo definitivo ai brasiliani del Botafogo, con cui ha siglato un contratto fino al 2026.

## Statistiche

### Presenze e reti nei club
Statistiche aggiornate al 6 agosto 2023.
| Stagione        | Squadra         | Campionato      | Campionato | Campionato | Coppe nazionali | Coppe nazionali | Coppe nazionali | Coppe continentali | Coppe continentali | Coppe continentali | Altre coppe | Altre coppe | Altre coppe | Totale | Totale | Totale |
| Stagione        | Squadra         | Comp            | Pres       | Reti       | Comp            | Pres            | Reti            | Comp               | Pres               | Reti               | Comp        | Pres        | Reti        | Pres   | Reti   |        |
| --------------- | --------------- | --------------- | ---------- | ---------- | --------------- | --------------- | --------------- | ------------------ | ------------------ | ------------------ | ----------- | ----------- | ----------- | ------ | ------ | ------ |
| 2022            | River Plate (M) | PD              | 8          | 2          | CU              | 2               | 0               | CS                 | 0                  | 0                  |             | -           | -           | 10     | 2      |        |
| 2023            | Progreso        | SD              | 20         | 10         |                 | -               | -               |                    | -                  | -                  |             | -           | -           | 20     | 10     |        |
| Totale carriera | Totale carriera | Totale carriera | 28         | 12         |                 | 2               | 0               |                    | 0                  | 0                  |             | -           | -           | 30     | 12     |        |